# Norrard Rocks
Le Norrard Rocks (Italiano: Scogli Settentrionali) sono un gruppo di piccoli scogli granitici disabitati nell'area nord-occidentale delle Isole Scilly, a ovest di Bryher e di Samson. Nel 1971 sono state classificate come "Sito di Speciale Interesse Scientifico" (SSSI) per le loro colonie di uccelli marini e sono permanentemente interdette alle navi passeggeri. La vegetazione delle isole è limitata a causa dell'estrema esposizione e sono state registrate solamente sei specie di piante da fiore.

## Riserva naturale
Le isole sono in gran parte gestite come "riserve naturali" dall'Isles of Scilly Wildlife Trust, principalmente in virtù delle loro colonie di uccelli marini e di foche grigie (Halichoerus grypus). Gli unici siti riproduttivi inglesi dell'uccello delle tempeste europeo si trovano sulle Isole Scilly, con undici colonie e una presenza stimata di 1475 coppie. Sulle Norrard Rocks sono presenti solo tre piccole colonie: Mincarlo, Illiswilgig e Castle Bryher, per un totale di 37 coppie. Altri uccelli che si riproducono all'interno della SSSI sono il fulmaro (Fulmarus glacialis), l'uria (Uria aalge), lo zafferano (Larus fuscus) e il gabbiano reale nordico (Larus argentatus). Lo scarabeo della specie Omalium allardi è stato registrato su diverse isole del gruppo.

## Isole e scogli
Sono di seguito elencate le isole e gli scogli in ordine decrescente di superficie.

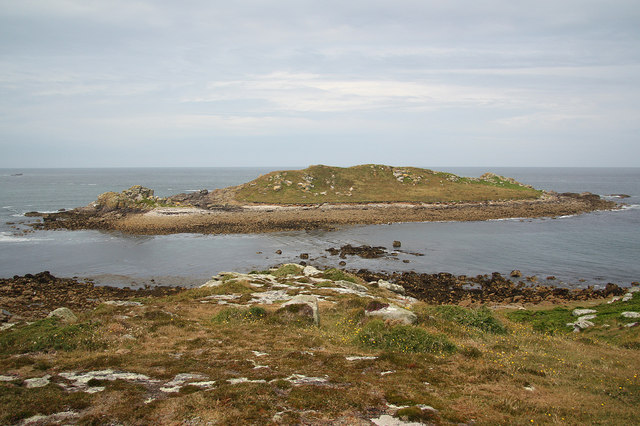
L'isola di Gweal vista da Bryher

### Gweal
(cornico Gwithial, il posto degli alberi)
Ha una superficie di 5.82 ettari ed è alta 32 m.
Gweal è una piccola isola rocciosa costituita da due colline collegate da una spiaggia sassosa, situata immediatamente al largo della costa occidentale di Bryher; è uno sporadico sito di allattamento per la foca grigia. Le piante registrate sono la barbabietola di mare (Beta vulgaris), la spergularia delle rocce (Spergularia rupicola), la coclearia comune (Cochlearia officinalis), l'armeria di mare (Armeria maritima) e l'albero fiamma (Lavatera arborea).

### Scilly Rock
Ha una superficie di 1.98 ettari.
Scilly Rock si trova a poco più di 1 km a ovest di Bryher ed è costituita da due scogli aventi un'altezza massima di 22 m. Si ritiene che l'isola abbia dato il nome all'intero arcipelago, sebbene non si abbiano prove né spiegazioni in merito. È sito di riproduzione della pulcinella di mare (Fratercula arctica), mentre le uniche piante registrate sono la spergularia delle rocce e l'atriplice (Atriplex).

### Mincarlo
(cornico Men Karleyth, pietra del pesce razza)
Ha una superficie di 1.82 ettari.
Mincarlo è l'isola più meridionale del gruppo, 2 km a ovest di Samson. Sull'isola nidificano diverse specie, tra cui la più grande colonia riproduttiva di cormorani (Phalacrocorax carbo) delle Isole Scilly, ma anche pulcinelle di mare, i mugnaiacci (Larus marinus), le gazze marine (Alca torda) e i marangoni dal ciuffo (Phalacrocorax aristotelis). La colonia di uccelli delle tempeste europei (Hydrobates pelagicus) comprendeva 17 coppie all'epoca del censimento degli uccelli marini del 2000. Tra le piante, sono registrati l'albero fiamma, l'atriplice, la coclearia, la spergularia delle rocce e la barbabietola di mare. Gli scogli sono un importante sito di allattamento per la foca grigia (Halichoerus grypus).

### Illiswilgig
(cornico Enys Welsek, isola erbosa) 
Ha una superficie di 0.90 ettari.
Su Illiswilgig si riproducono diverse specie, tra cui una piccola colonia di sole tre coppie di uccello delle tempeste europeo, registrate durante il censimento degli uccelli marini del 2000. Le piante includono l'albero fiamma, l'armeria marittima, la barbabietola di mare, la spergularia delle rocce, l'atriplice comune e il Sedum anglicum. Illiswilgig è un importante sito di allattamento e di sosta per la foca grigia.

### Maiden Bower
(cornico Meyn-Meur, grandi pietre) 
Ha una superficie di 0.66 ettari.
Sull'isola si riproducono solo alcuni gabbiani e non è registrata alcuna vegetazione.

### Castle Bryher
(cornico Kastel Breyer, castello di Bryher)
Ha una superficie di 0.39 ettari e un'altezza massima di 26 m.
Il censimento degli uccelli marini del 2000 ha registrato 17 coppie di uccelli delle tempeste europei. Sull'isola nidificano anche le pulcinelle di mare e i gabbiani; le piante registrate sono l'albero fiamma, la barbabietola di mare, la spergularia delle rocce, la coclearia e l'atriplice.

### Seal Rock
Ha una superficie di 0.20 ettari.
È un importante sito di riproduzione e di sosta per la foca grigia; l'unica specie vegetale registrata è l'atriplice.